# 마시 맥가이어
마시 맥가이어(Marcy McGuire, 1925년 2월 22일 ~ )는 미국의 가수, 배우, 영화배우이다.
캔자스시티에서 태어났다.

## 영화
- 썸머 매직 (1963년)
- 점핑 잭스 (1952년)
- 유 가터 스테이 해피 (1948년)
- 잇 해펀드 인 브룩클린 (1947년)
- 하이어 앤 하이어 (1943년)
- 어라운드 더 월드 (1943년)